# 학습된 무기력
학습된 무기력(學習─ 無氣力, 영어: learned helplessness)은 동물에게 볼 수 있는 행동의 유형의 하나로, 고통스럽거나 혐오스러운 자극을 반복적으로 견뎌내는 가운데 발생하며 이로 인해 벗어나거나 회피하지 못하는 상황이 발생한다. 이러한 경험 이후에 동물은 새로운 상황을 벗어나거나 회피하는 것을 수용하거나 배우는 것을 실패하는 일이 발생하기도 한다. 즉, 혐오스러운 자극이 있는 상황에서는 이것이 도움이 없다고 학습하고 제어권을 상실함으로써 시도를 포기하게 된다. 이러한 주체는 학습된 무기력을 습득했다고 간주한다. 학습된 무기력 이론은 임상적 우울증 및 관련 정신 질환들이 벌어진 상황을 통제하지 못하는 데에서 비롯될 수 있다는 관점이다. 학습성 무기력, 학습된 무력감이라고도 한다.

## 연구와 이론의 기반

### 초기 실험

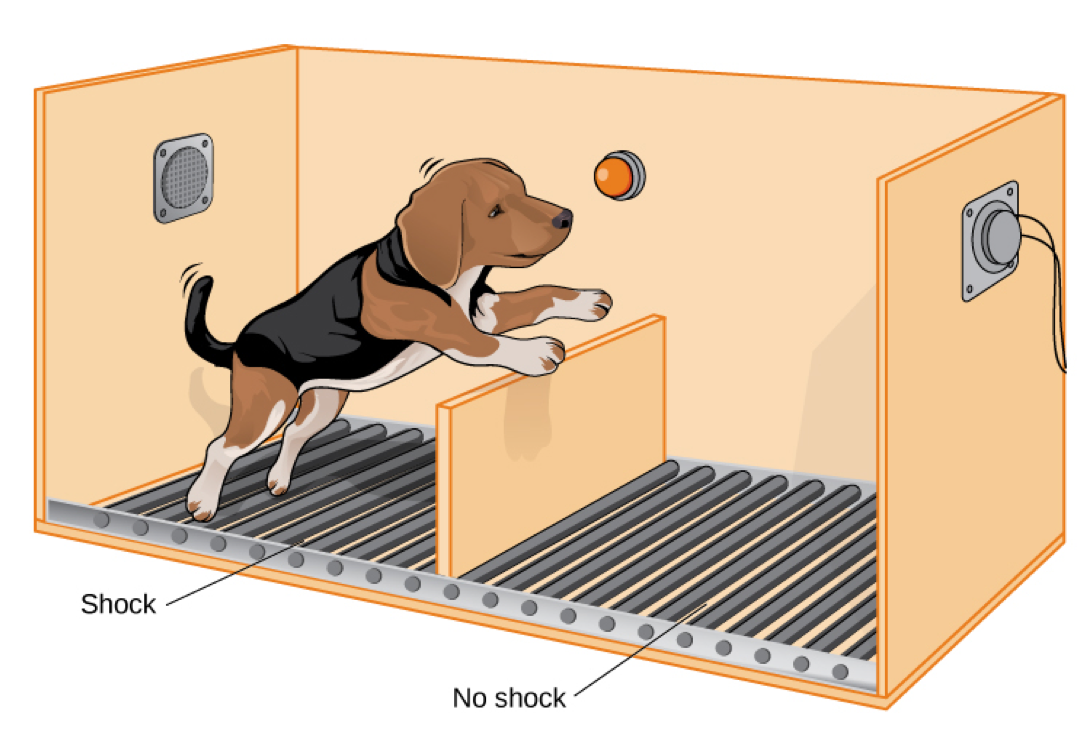
셔틀 박스 내에서 탈출 불가한 충격 훈련

1967년, 미국의 심리학자 마틴 셀리그먼은 펜실베이니아 대학교에서 우울증에 대한 관심을 넓혀 학습된 무기력에 대한 연구를 시작하였다. 이 연구는 나중에 셀리그먼 등이 수행한 실험들을 통해 확장해 나갔다. 첫 실험들 가운데 하나는 셀리그먼과 오버마이어(Overmaier)의 실험이었다.
이 연구는 총 3개의 단계로 나뉜다. 각 파트에서 개 집단은 3개로 나뉘어 장비에 채워져 있었다. 제1집단의 개들은 단순히 일정 기간 동안 장비에 채워져 있다가 나중에 풀어주었다. 제2집단과 제3집단은 하나의 짝으로 구성되었다. 제2집단은 임의의 시기에 전기충격을 주되 개가 레버를 누르면 이를 멈출 수 있게 했다. 제3집단의 개는 제2집단의 개와 짝지어졌다. 제2집단의 개가 충격을 받을 때마다 제3집단의 짝지어진 개는 제2집단 개가 받는 충격과 동일한 강도와 지속성을 가진 충격을 받았다. 그러나 이들의 레버는 전기충격을 멈출 수 없었다. 짝인 제2집단의 개만이 충격을 멈추게 할 수 있었기 때문에, 제3집단의 개들은 충격이 임의의 때에 끝나는 것으로 느껴졌다. 그러므로 제3집단 개들에게 충격은 "벗어날 수 없는" 것이 되었다.
이 실험의 두번째 단계에서는 각 집단의 개들을 상자에 집어넣었다. 이 상자는 가운데에 몇 인치 높이의 장벽이 있었고 그 장벽으로 두 개의 직사각형 공간이 분할되어 있었다. 모든 개들은 전기 충격이 가해지고 있는 한 쪽에서 몇 인치 안 되는 낮은 장벽을 뛰어넘어 다른 공간으로 도망갈 수 있었다. 제1집단과 제2집단의 개들은 빠르게 학습하여 충격을 벗어날 수 있었다. 반면, 제3집단의 개들 대부분은 이전에 자신이 무슨 짓을 해도 전기충격에 아무런 영향을 미치지 못한다고 학습하였기에, 그저 수동적으로 포기하고 충격을 받을 때 낑낑대기만 했다.
그해 나중에 새로운 집단의 개들과 함께 실시한 두 번째 실험에서, 마이어와 셀리그먼은, 학습된 무기력 대신, 제3집단 개들은 탈출을 방해하는 행동들을 학습하였기 때문에 파트2에서도 탈출하지 못하였다는 가능성을 제외시켰다. 이러한 방해 행동을 막고자, 제3집단 개들은 쿠라레와 같은 마취약으로 움직이지 못하게 하였고 셀리그먼과 오버마이어 실험의 파트1에서 한 것과 비슷한 절차를 시행하였다. 파트2에서 이전에 한 것과 같이 실험하자, 제3집단 개들은 이전 같은 무기력을 보였다. 이 결론은 방해 가설은 제외된다는 사실을 보여준다.
이 실험들로부터, 무기력에 대한 해결책은 오직 하나라는 것이 도출되었다. 셀리그먼 가설에서는, 개들은 자신이 어떤 일을 해도 충격을 멈출 수 없다는 생각에 탈출 시도를 하지 않는다. 이 생각을 바꾸기 위해, 실험자들은 개를 들어올려서 다리를 움직여, 전기 배전판으로부터 탈출하기 위하여 취해야 할 행동들을 그대로 따라하였다. 개들이 스스로 장벽을 뛰어넘기 시작하기 전까지, 이런 행동은 최소 두 번 이상 해야 했다. 반대로, 위협이나 보상, 단순한 행동 관찰은 "무기력한" 제3집단 개들에게 아무런 효과가 없었다.

### 후기 실험
후기 실험은 유해한 자극에 대한 통제를 못한다는 것을 느끼는 우울 효과를 입증하도록 설계되었다. 예를 들어,  한 실험에서 인간은 집중을 흩뜨리는 소음이 있는 상태에서 심리적 과제를 수행한다. 스위치를 사용하여 소음을 끌 수 있는 사람은 그렇게 하려고 애쓰진 않지만, 소음을 끄지 못한 사람보다는 과제를 더 잘 하였다. 이러한 옵션을 단순히 아는 것만으로도 소음 효과를 상당히 차단하기에 충분하였다. 2011년, 한 동물 연구에서는 스트레스를 주는 자극을 통제하도록 한 동물들은 전전두피질 내 특정 뉴런들의 흥분성이 변화하였음을 발견하였다. 통제가 없는 동물들은 이러한 뉴런 효과를 보이지 않았으며, 학습된 무기력과 사회적 불안에 해당하는 징조들을 보였다.

## 이론 확장
연구는 통제감을 잃을 때 사람의 대응은 사람마다 상황마다 다르다는 것, 다시 말해 학습된 무기력은 어느 한 상황에서만 특정적이지만 다른 때에는 모든 상황에서 일반적이다는 결과를 보여주었다. 이러한 개인간 차이는 학습된 무기력의 원 이론으로 설명될 수 없다. 한 영향력 있는 견해로는 이러한 변형들은 개인의 귀인양식(attributional style)이나 설명양식(explanatory style)에 따라 다르다고 한다. 이러한 관점에 의하면, 부정적인 사건에 대하여 해석하거나 설명하는 방식이 개인의 학습된 무기력 획득 및 수반되는 우울증의 가능성에 영향을 준다. 예를 들어, 비관적 설명양식(pessimistic explanatory style)의 소유자들은 부정적인 사건들이 영원한 것("안 바뀔거야"), 개인적 것("내 잘못이야"), 만연한 것("난 뭐든 똑바로 못해")으로 보고, 학습된 무기력과 우울을 겪을 가능성이 높다.
1978년, 린 이본 아브람슨(Lyn Yvonne Abramson), 셀리그만(Seligman), 존 티스데일(John D. Teasdale)은 귀인이론을 이용하여 셀리그만의 연구를 재형성했다. 이들은 부정적인 경험에 대하여 내부적에서 외부적, 안정적에서 불안정적, 전반적에서 특정적이라는 세 척도로 분류하는 것이 사람마다 다양하다고 보았다. 이들은 부정적 사건에 대하여 내부적, 안정적, 전반적인 것으로 요인을 돌리는 사람이 그 반대의 경향을 보이는 사람보다 우울할 가능성이 높다고 보았다.
1986년 버나드 웨이너(Bernard Weiner)는 학습된 무기력에 대한 이러한 귀인적 접근방식에 보다 상세한 설명을 가하였다. 그의 귀인이론은 전반성/특정성, 안정성/불안정성, 내부성/외부성 세 측면으로 구성되어 있다.
- 전반적 귀인(global attribution) : 어떤 부정적 사건의 원인이 다른 상황에서도 지속될 것이라는 믿음
  - 특정적 귀인(specific attribution) : 어떤 부정적 사건의 원인은 특정한 상황에만 해당한다는 믿음
- 안정적 귀인(stable attribution) : 원인이 시간을 따라 지속된다는 믿음
  - 불안정적 귀인(unstable attribution) : 원인이 그때그때 어느 한 시점에서만 특정하다는 믿음
- 외부적 귀인(external attribution) : 상황적 혹은 외부적 요인에서 원인을 찾음
  - 내부적 귀인(internal attribution) : 개인 내부에서 원인을 찾음[11]

연구는 내부적, 안정적, 전반적 귀인양식의 소유자들은 실패 경험에 대하여 우울성의 반응을 보일 위험이 더 높을 수 있다고 하였다.

## 건강에 관한 의의
어떤 사건들에 대하여 통제불가하다고 인지할 경우, 정신적 물리적 안녕(well-being)을 위협하는 여러 증상을 보인다. 스트레스(stress)를 겪거나, 수동성(passivity)이나 공격성(aggressivity)을 나타내는 감정의 혼란 상태를 보이기도 하며, 문제해결(problem-solving)과 같은 인지 과제(cognitive task) 수행이 어려워질 수도 있다. 건강하지 못한 행동 패턴을 바꾸려 하지 않아, 다이어트나 운동 혹은 의학 치료를 하지 않는다.

### 우울
이상심리학과 인지심리학의 학자들은 실험실 동물들에게서 우울 유사 증상과 학습된 무기력 간의 강력한 연관성을 발견하였다.
비관적인 언술을 하는 장년층과 중년층 부모는 우울을 겪기도 한다. 이들은 문제 해결과 인지적 재구성 능력이 저조하고, 직업 만족도와 직장내 대인 관계 역시 저조하다. 면역 체계 역시 약하여, 감기나 열과 같은 잔병부터 심장마비나 암과 같은 큰 질병에도 취약할 뿐더러, 치유 회복도 더디다.

### 사회적 영향
학습된 무기력은 다양한 사회적 상황에서 한 요인이 될 수 있다.
- 정서적 학대 관계에서 피해자는 학습된 무기력을 형성한다. 피해자가 학대자에 맞서거나 학대자로부터 도망치려 하지만, 학대자는 피해자의 감정을 무시하거나, 돌봐주려고 하는 척하지만 바뀌지 않거나, 피해자를 떠나지 못하게 막을 때 학습된 무기력이 발생한다. 불행히도 상황이 계속되어 학대가 심해지면 피해자는 포기하고 학습된 무기력을 보인다.[24]
- 학습된 무기력의 동기적 효과는 교실에서도 보인다. 반복하여 실패한 학생은 자신의 성적 향상이 불가하다고 결론짓는다. 이는 성공하려고 하는 시도를 차단하여 무기력을 증가시키고 실패를 거듭하게 하며 자존감을 잃게 하고 기타 다른 사회적 결과를 초래하게 된다. 만약 무기력이 계속 치유되지 못하면 급하강하는 패턴이 된다.[25][26]
- 방임에 의한 아동 학대는 학습된 무기력을 보여준다. 예를 들어, 부모가 아이의 울음을 멈출 수 없다고 생각하면 아이를 위해 무언가 하려고 하는 걸 포기해 버린다. 이러한 학습된 무기력은 아이와 부모 모두에게 부정적으로 영향을 끼친다.[27]
- 사회 상황에서 극도로 수줍어하거나 불안해하면 무기력감에 수동적으로 된다. 고틀리프(Gotlib)와 비티(Beatty)의 1985년 연구에 의하면, 사회적 상황에 무기력함을 보이는 사람들은 타인에게 안좋게 비춰지게 되고, 이것이 다시 수동성을 강화시킨다.
- 노년층은 친구나 가족의 죽음, 실업 및 수입 상실, 노령 관련 건강 문제 발생 등에 대해 무기력으로 대응한다. 이는 의학 치료, 재정, 기타 중요한 욕구를 무시하게 한다.[28]
- 콕스(William T. Cox), 아브람슨(Lyn Yvonne Abramson), 데빈(Patricia Devine), 홀론(Steven D. Hollon) 등의 2012년 연구에 의하면, 학습된 무기력은 피할 수 없는 선입견(deprejudice)으로 발생하는 우울의 주요인이다.[29] 따라서 불가피한 선입견에 의한 무기력은 불가피한 충격에 의한 무기력과 같다.[30]
- 페인(Ruby K. Payne)의 저서 『가난의 이해를 위한 틀(A Framework for Understanding Poverty)』에 의하면, 빈곤을 다루는 것은 가난의 세습(cycle of poverty), 가난의 문화(culture of poverty), 대물림되는 가난(generational poverty)으로 이어질 수 있다. 이러한 학습된 무기력은 부모에서 아이에게로 이어진다. 이러한 멘탈리티의 소유자들은 빈곤을 탈출할 길이 없어서 순간순간을 살아갈 뿐 먼 미래에 대한 대책이 없으며 가족을 가난으로 몰아넣게 된다.[31]

학습된 무기력으로부터 오는 사회적 문제들은 그것에 사로잡힌 이들에게 불가피한 것일 수 있다. 그러나 학습된 무기력을 줄이거나 막을 방법은 다양하다. 실험 상황에서 학습된 무기력은 시간이 경과하면서 저절로 해결되는
양상을 보여왔다. 자신이 바라는 결과물에 영향을 끼칠 수 있을 때, 예전 경험들이 쌓여가면서 통제할 수 없다는 인식에 맞서야 무기력에 잡히지 않을 수 있다. 인지 치료(cognitive therapy)를 통하여 행동으로 차이를 만들 수 있다는 것을 보여줄 수 있으며 자존감도 북돋아 준다. 이러한 치유법을 찾는 것은 판에 박힌 생각을 하는 사람들에게 매우 유용하다. 처음에는 탈출하기 어렵다고 느낄 수도 있지만, 적정한 시간과 도움으로 점차 좋아질 수 있다.

## 확장
인지과학자와 공학자 도널드 노먼은 사람들이 자신의 환경에서 단순한 사물을 이용하는데 있어 어려움에 처할 때, 왜 학습된 무기력을 통하여 사람들이 자기자신을 책망하는지를 설명한다.
영국 교육학자 필 베이그(Phil Bagge)는 이에 대해 이전 실패로 인해 생긴 학습 회피 전략(learning avoidance strategy)로, 그리고 교사나 동료에게 작업을 설명하고 작업을 해달라고 요청하는 것과 같은 긍정적인 회피 강화(positive reinforcement of avoidance)로 설명하였다. 새로운 컴퓨터 프로그래밍 언어를 사용하는 방식을 학습하는 등, 문제 해결이 어려움에 봉착하는 상황에서 자주 보이는 달콤한 무기력(sweet helplessness) 혹은 공격성 무기력(aggressive helplessness)으로 나타나기도 한다.
미국 사회학자 해리슨 화이트(Harrison White)는 자신의 저서 『Identity and Control』에서 학습된 무기력은 심리학을 너머 사회적 행동 영역으로 확장될 수 있다고 하였다. 문화적 혹은 정치적 정체성이 바라는 목표를 달성하지 못하면, 종합적 능력에 대한 인지가 고생하게 된다.
'유나바머(Unabomber)'라는 별명으로 유명한 테러리스트 시어도어 존 카진스키(Theodore John Kaczynski) 혹은 테드 카진스키(Ted Kaczynski)는 학습된 무기력을 통해 우울, 불안, 불면, 섭식 장애 등 현대사회에 만연한 심리적 문제들을 대량진단하였다. 또한 그는 좌익 사회 운동의 봉기에 대한 원인을 학습된 무기력의 전염으로 보았다.

## 고문에 의한 무기력 발생
학습된 무기력 연구는 고강도 수사 기법(enhanced interrogation techniques) 발달의 기반이었다. 미국 CIA 수사 매뉴얼(CIA interrogation manuals)에서, 학습된 무기력은 '쇠약(debility)-의존(dependency)-공포(dread)'(일명 DDD)를 야기하는 강압적 기법을 장기적으로 사용하여 발생하는 무관심(apathy) 상태를 특징으로 한다. 그러나 만약 'DDD' 상태가 과도하게 지속되면 각성시킬 수 없는 방어적 무관심 상태로 만든다.

## 변별력
이반 파블로프와 그의 동료 크레스토프니코바(krestovnikova)는 실험 신경증(experimental Neuroses)이 변별훈련에서 보여지는 스트레스에 기인할 수 있다는 점을 언급한바있다.

## 같이 보기
- 우울증
- 스톡홀름 증후군
- 침묵의 나선
- 긍정 심리학
- 관리자 원숭이 연구
- 잠재학습